# 贤寓镇
贤寓镇，是中华人民共和国河北省保定市定兴县下辖的一个乡镇级行政单位。

## 行政区划
贤寓镇下辖以下地区：
贤寓村、常乐富村、龙华村、陈村、南幸村、北幸村、西幸村、南旺村、百楼村、南大牛村、北大牛村、小牛村和沽洒村。